# إيزادور شارب
إيزادور شارب هو مهندس معماري كندي، ولد في 8 أكتوبر 1931 في تورونتو في كندا.

## وصلات خارجية
- الموقع الرسمي
- إيزادور شارب على موقع إن إن دي بي (الإنجليزية)